# ملعب مدينة مانشستر
ملعب مدينة مانشستر (بالإنجليزية: City of Manchester Stadium)‏ ويرمز له اختصاراً (بالإنجليزية: COMS)‏، ويعرف أيضاً باسم استاد الاتحاد (بالإنجليزية: Etihad Stadium)‏ لأسباب الرعاية، هو ملعب كرة قدم، وهو الملعب الرئيسي لنادي مانشستر سيتي، فهو خامس أكبر ملعب في الدوري الإنجليزي الممتاز، كما أنه يحتل المرتبة الثانية عشر بين كل ملاعب المملكة المتحدة، بطاقة إستيعابية تصل إلى 47805 ألف متفرج.
بني الملعب أساساً ليكون كملعب أولمبي بطاقة إستيعابية تصل إلى 38 ألف متفرج، ليكون الملعب الرئيسي في ملف مدينة مانشستر الذي تقدمت به لطلب استضافة دورة الألعاب الأولمبية الصيفية 2000، ولكن هذا العرض فشل. وعمومًا تم بناء الملعب بعد ذلك كي يستضيف دورة ألعاب الكومونولث 2002. وكلف بناء الملعب 110 مليون جنيه إسترليني. ولضمان مستقبل الملعب بعد دورة ألعاب الكومنولث 2002، اتفق مجلس مدينة مانشستر مع نادي مانشستر سيتي على استئجار الملعب ليحل بديلاً لملعب الفريق السابق ملعب ماين رود. عملية تحويل الملعب من ملعب أولمبي إلى ملعب كرة قدم، كلف مجلس مدينة مانشستر 22 مليون £، بواسطة مهندسي شركة Arup Associates. ثم انتقل مانشستر سيتي إلى ملعبه الجديد في صيف عام 2003.
احتضن العديد من الفعاليات مثل مباراة دولية لمنتخب إنجلترا لكرة القدم، مباريات دوري الركبي، ولقب الملاكمة العالمي والحفلات الموسيقية، لكن أهمها لغاية يومنا هذا، هو نهائي كأس الاتحاد الأوروبي 2008 والذي أقيم بتاريخ 14 مايو 2008 بين زينيت سانت بطرسبرغ الروسي ورينجرز الأسكتلندي. واستضاف الملعب مباراة واحدة ضمن كأس العالم للرجبي 2015. شهد الملعب أكبر حضور جماهيري في تاريخه، كان في 13 مايو 2012، في مباراة جمعت مانشستر سيتي وكوينز بارك رينجرز، بعدما بلغ عدد المشاهدين 47,435 ألف متفرج.
خضع الملعب عام 2014 لعملية تجديد أخرى لتوسيع طاقتة الإستيعابية لتصبح 55 ألف متفرج.

## تاريخ الملعب

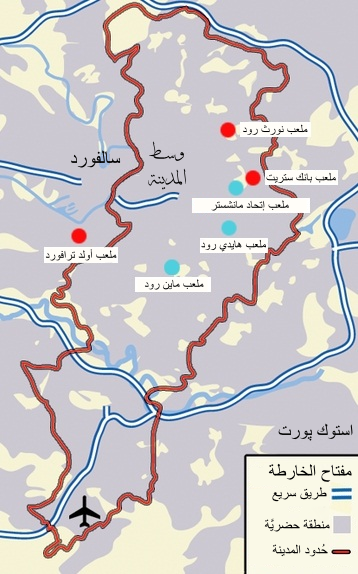
خريطة توضع مكان ملعب أولد ترافورد وملعب نورث رود وملعب بانك ستريت في مدينة مانشستر.

وضع مخطط الملعب في عام 1990 وخطط له بأن يكون الملعب الرئيسي في ملف مدينة مانشستر لاستضافة دورة الألعاب الأولمبية الصيفية، وكان من المفترض أن يتسع الملعب لـ 000 80 متفرج، ولكن ملف مانشستر خسر وكان الرابح هو ملف مدينة سيدني الأسترالية فتم إلغاء فكرة بناء الملعب، ولكن بعد فترة وجيزة تم اختيار مدينة مانشستر لاستضافة دورة ألعاب الكومونولث وبهذا عاد مخطط الملعب للظهور من جديد.
قبل أن تبدأ أعمال البناء بهذا الملعب كان هناك تنافس شديد بينه وبين ملعب ويمبلي الجديد الذي كان أيضًا ما زال عبارة عن مخطط حبر على ورق في أن يحصل واحد منهما (ملعب سيتي أوف مانشستر أو الويمبلي الجديد) على تمويل الحكومة ليصبح أحدهما هو الملعب الرئيسي لمنتخب إنجلترا لكرة القدم، وفي النهاية فاز الويمبلي وخسر سيتي أوف مانشستر ليتم وضع مخطط جديد له وبسعة حوالي 000 36 متفرج.
وضع حجر أساس بناء الملعب من قبل رئيس الوزراء البريطاني آنذاك طوني بلير وذلك في ديسمبر/1999 وقد استغرق بناءه حوالي عامين وكلف 110 مليون جنيه إسترليني دفعت منها الحكومة 77 مليون ودفع الباقي من قبل حكومة مدينة مانشستر وافتتح الملعب في 25/يوليو/2002 وهو موعد افتتاح دورة ألعاب الكومونلوث وهي أول مناسبة هامة تقام على الملعب.
بعد انتهاء دورة لعاب الكومونلوث تم عمل تغيير كبير جدًا في الملعب لتحويله من ملعب متعدد الاستعمالات (أي به مضمار ألعاب قوى وغيره) إلى ملعب خاص بكرة القدم، وقد لاقت عملية تغيير الملعب معارضة من بعض المهتمين بألعاب القوى الذين رؤوا النجاح الباهر للملعب في استضافة دورة ألعاب الكومونلوث، ولكن التجديد كان أمرا ضروريًا لإعطاء الملعب أهمية خلال السنوات القادم لأنه في حال استخدم لألعاب القوى فلن يستخدم بقدر استخدامه في كرة القدم، لذلك كانت أفضل الوسائل لاستخدام الملعب لأطول فترة زمنية هي تجديده ليصبح ملعب كرة قدم.
التجديد شمل إزالة المضمار وتركيب بعض المرافق الأخرى في مكانه وتم خفض مستوى أرضية سطح الملعب لفسح مجال لتركيب مقاعد إضافية، كما تم إزالة الجناح الإضافي بالملعب واستبداله بآخر دائم (غير مؤقت)، وقد استغرق هذا العمل حوالي عام وتسبب في رفع سعة الملعب بمقدار 000 12 مقعد تقريبًا.
بعد انتهاء أعمال التجديد بالملعب والتي كلفت 35 مليون جنيه إسترليني انتقل نادي مانشستر سيتي للملعب ليصبح هو المستخدم الرئيسي للملعب.
الملعب حظي بشرف كبير حيث أنه أصبح الملعب رقم خمسين الذي يستضيف مباراة للمنتخب الإنجليزي وذلك باستضافته لمباراة إنجلترا واليابان وذلك في 1/يونيو/2004.

## التصميم
صمم الملعب ليكون على شكل إناء شبه مكتمل الحواف، والملعب كمعظم الملاعب له أربع أجنحة وتسميتها عند الإنشاء كانت ما زالت كلاسيكية جدًا وهي عبارة عن اسم الجهة التي يقع بها الجناح (مثلاً : الجناح الشرقي، الجناح الغربي...الخ)
في فبراير 2004 تم تغيير اسم الجناح الغربي لـ Colin Bell Stand تكريمًا للاعب الفريق السابق، والجناح الجنوبي تغير اسمه لـ Key 103 Standوذلك وفق اتفاقية رعاية وقعت بين النادي وإحدى الشركات وذلك للفترة من 2003 إلى 2006.
الجناح الشمالي هو جناح العائلات والذي يمكن إحضار الأطفال إليه، وهذا الجناح يعرف بصفة غير رسمية وذلك من قبل المشجعين باسم Kippax.
سقف الملعب ذو شكل كلاسيكي نوعًا ما وهو معلق بواسطة 8 كابلات فولاذية، وهذه الكابلات هي أيضا إحدى طرق الوصول للأدوار العليا من المدرجات.
يوجد بالملعب نفق لخدمات الطوارئ واستقبال سيارات الإسعاف وغيرها، ويوجد بالملعب ستة مطاعم، كما أن الملعب مزود ببوابات إلكترونية لتنظيم دخول المشجعين وهي تسمح بمرور 1200 مشجع في الدقيقة (كل البوابات وليس بوابة واحدة فقط).
تبلغ أبعاد أرضية هذا الملعب 105×68 متر، وأرضيته من العشب الطبيعي المدعم ببعض الألياف الصناعية لتقويته، كما يحتوي الملعب على 218 مصباح قوة كل واحد منها 2000 واط مما يجعل القوة الكاملة لإضاءة الملعب هي 000 436 واط عندما تعمل كافة مصابيح الملعب.

## الموقع
يقع الملعب في منطقة تكاد تعرف باسم المدينة الرياضية بمانشستر، حيث أن المنطقة يوجد بها هذا الملعب إضافة لصالة متعددة الاستخدامات وصالة اسكواش وصالة سباق الدراجات، وكل هذه المرافق ساهمت في استضافة دورة ألعاب الكومونلوث.

## جوائز تصميم الملعب
في عام 2004 ربح الملعب RIBA التي تمنح لأفضل تصميم، كما حصل الملعب في عام 2003 على جائزة مهندسي الإنشاءات المعمارية الخاصة لأفضل تصميم

## المصدر
- منتديات كورة.. ملاعب كورة